# 소니 에릭슨 엑스페리아 X2
소니 에릭슨 엑스페리아 X2(Sony Ericsson XPERIA X2)는 소니 에릭슨 엑스페리아 X1의 뒤를 잇는 소니 에릭슨 엑스페리아 시리즈의 스마트폰이다.